# 那須めぐみ
那須 めぐみ（なす めぐみ、1978年7月27日 - ）は、日本の女性声優。ケッケコーポレーション所属。

## 経歴
小学3 - 4年生のころからアニメが好きだった。学校から急いで帰ってはランドセルを放り投げ、テレビを見ている子供だった。声優がキャラクターの声を演じていることに気づいたのは、クイズ番組で職業を当てる問題が出た時。登場していた声優たちを通して職業としての声優に興味を持ち、「私も声優になりたい」と思い始め、小学4年生から放送委員会や演劇クラブに参加する。
高校は進学校だったため、高校3年生の時にはほとんどの生徒が進学を希望しており、親には声優を目指すことを猛反対された。高校3年生の夏に、親に内緒で代々木アニメーション学院のオーディションを受けたところ、グランプリを獲得し特待生になる。学費の心配もなくなり、「これならいいでしょ!」と親に伝えたところ、唖然とされた。半ば強引に親を説得した後、上京して同アニメーション学院に通っていた。
在学中に『宮村優子の直球で行こう!』、『平野友康のお台場ラジオ会館』のアシスタントをしていた。
日本ナレーション演技研究所卒業。以前はアイムエンタープライズ、ぷろだくしょんバオバブ、ベルプロダクションに所属していた。

## 人物
趣味は音楽鑑賞、映画鑑賞、読書、散歩。
デビューのきっかけはニッポン放送の深夜放送である『平野友康のオールナイトニッポン』内のオーディションでグランプリを受賞したこと。2009年7月に一般人と入籍。同年9月に結婚式を挙げたことを自身のブログで発表した。

## 出演
太字はメインキャラクター。

### テレビアニメ
1998年
- 浦安鉄筋家族（女の子）
- たこやきマントマン（1998年 - 1999年、たこやきピンク）
- どっきりドクター（1998年 - 1999年、大蔵持結菜、野坂美咲）

2000年
- 犬夜叉（娘）
- OH!スーパーミルクチャン（レポーター）
- 真・女神転生デビチル（ミズチ）
- ブギーポップは笑わない Boogiepop Phantom（有藤美鈴）

2001年
- 格闘料理伝説ビストロレシピ（幕之内花梨）
- SAMURAI GIRL リアルバウトハイスクール（結城ひとみ）
- ナジカ電撃作戦（秋菜〈4C'zNs〉）
- 花右京メイド隊（シノブ、メイド3）

2002年
- あたしンち（2002年 - 2009年、店員B、倉田ルリ）

2003年
- R.O.D -THE TV-（永井葵）
- 瓶詰妖精（女子大生）
- ヤミと帽子と本の旅人（エミリア、侍女、エイ・エデン）

2004年
- スクールランブル（神津の彼女）
- tactics（八重）
- 超変身コス∞プレイヤー（犬助）
- レジェンズ 甦る竜王伝説（メグ・スプリンクル）
- 焼きたて!!ジャぱん（看護士）

2005年
- ARIA The ANIMATION（お客）
- おねがいマイメロディ（パトリシア）
- ギャグマンガ日和（2005年 - 2010年、女王、パオ美、トオル君、里中、川下陽子、モネ、武田観柳斎、浅野薫、田端、鈴木〈佐藤〉夕子 他）- 4シリーズ
- シュガシュガルーン-sugar×2 rune- （白鳥美月）
- 地獄少女（戸高ユリア）
- SPEED GRAPHER（女子高生1）
- ピーチガール（柏木さえ）

2006年
- おねがいマイメロディ 〜くるくるシャッフル!〜（パトリシア）
- ぜんまいざむらい（ずきんちゃん、およねちゃん母 他）
- xxxHOLiC（職員A）
- 魔界戦記ディスガイア（サルディア）
- マジカノ（幽霊少女）
- MÄR-メルヘヴン-（ピルン）
- 夢使い（森優花）

2007年
- おじゃる丸（根性草、子ども）
- DARKER THAN BLACK -黒の契約者-（柏木舞）
- ふたつの胡桃（友子）
- レンタルマギカ（功刀翔子）

2008年
- クレヨンしんちゃん（2008年 - 2025年、おねいさん、廉姫、ミスビスケット、姫、健太の母親 他）
- コードギアス 反逆のルルーシュR2（機情D）

2009年
- ご姉弟物語（若者B）
- はっけん たいけん だいすき! しまじろう（ないないオバケ）

2010年
- スティッチ! 〜ずっと最高のトモダチ〜（アシスタント、極悪クィーン2位）
- 忍たま乱太郎（乱太郎の母ちゃん〈青春期〉）

2012年
- 神様はじめました（遊女A）

2013年
- D.C.III 〜ダ・カーポIII〜（高松先生、小日向ゆず）

2014年
- となりの関くん（音楽の先生）

2017年
- 地獄少女 宵伽（戸高ユリア）

### 劇場アニメ
- クレヨンしんちゃん オタケベ!カスカベ野生王国（2009年、SKBEガールズ）
- クレヨンしんちゃん 嵐を呼ぶ黄金のスパイ大作戦（2011年、黒服）

### OVA
- エフィカス この想いを君に…（1998年、パルテ）
- Memories Off（2001年 - 2002年、今坂唯笑[27]）- 全3弾
- 一撃殺虫!!ホイホイさん（2004年、出羽きみ子）※ 同名コミック初回限定版同梱DVDに収録
- 天空断罪スケルターヘブン（2004年、市川凛）
- Memories Off 3.5 想い出の彼方へ（2004年、今坂唯笑）

### Webアニメ
- ダンゴゴン太（2007年、ゴン太 他）

### ゲーム
1998年
- エフィカス この想いを君に…（深見遥）

1999年
- dancing blade かってに桃天使II 〜Tears of Eden〜（乙姫）
- Memories Off（今坂唯笑）

2000年
- 聖ルミナス女学院（小田桐汀）

2001年
- KID MIXセクション（今坂唯笑）
- トゥルーラブストーリー3（和泉結由子）
- マーメイドの季節（大沢夏菜）
- ヘルミーナとクルス 〜リリーのアトリエ もう一つの物語〜（リリー）
- リリーのアトリエ 〜ザールブルグの錬金術士3〜（リリー）

2002年
- 想い出にかわる君 〜Memories Off〜（今坂唯笑）
- 機動戦士ガンダム戦記 Lost War Chronicles（ノエル・アンダーソン）

2003年
- 一撃殺虫!!ホイホイさん（出羽きみ子）
- 機動戦士ガンダム めぐりあい宇宙（ノエル・アンダーソン）
- 少女義経伝（静）
- 青春クイズカラフルハイスクール（神崎未来）
- メモオフみっくす（今坂唯笑）
- Memories Off Duet（今坂唯笑）

2004年
- 天空断罪スケルターヘブン（市川凛）

2005年
- 機動戦士ガンダム0079カードビルダー（ノエル・アンダーソン）
- グローランサーIV Return（グローリア・メルキュース）
- 少女義経伝・弐 〜刻を超える契り〜（静御前）
- ドラゴンフォース（ティリス）
- Memories Off After Rain（今坂唯笑）

2006年
- ガンダムバトルロワイヤル（ノエル・アンダーソン）
- 機動戦士ガンダム 戦場の絆（地球連邦軍オペレーター）
- サモンナイト4（フィズ）

2007年
- SDガンダム GGENERATION（2007年 - 2016年、ノエル・アンダーソン） - 3作品
- ガンダムバトルクロニクル（ノエル・アンダーソン）
- 機動戦士ガンダム0083カードビルダー（ノエル・アンダーソン）
- 機動戦士ガンダム0083カードビルダー 両雄激突（ノエル・アンダーソン）
- Fate/stay night [Réalta Nua]（女子生徒B）

2008年
- ガンダムバトルユニバース（ノエル・アンダーソン）
- 桃色大戦ぱいろん（北床ゆなか）

2009年
- テイルズ オブ グレイセス（フェルマー）
- Blade Chronicle

2010年
- ガンダムアサルトサヴァイブ（ノエル・アンダーソン）
- テイルズ オブ グレイセス エフ（フェルマー）
- 街スベリ（カリン）

2012年
- D.C.III 〜ダ・カーポIII〜（小日向ゆず）

2018年
- メモリーズオフ -Innocent Fille-（今坂唯笑）

2019年
- ネルケと伝説の錬金術士たち 〜新たな大地のアトリエ〜（リリー）

2023年
- D.C.III P.S. ～ダ・カーポIII プラスストーリー～（小日向ゆず）
- レスレリアーナのアトリエ 〜忘れられた錬金術と極夜の解放者〜（リリー）

### ドラマCD
- オリジナル ラジオドラマ エフィカス この想いを君に… vol.1、2（1998年、深見遥）
- 幻想世界英雄烈伝 フェアプレイズ（キサヤ）
- みかにハラスメント（2005年、北川みか）
- 春夏秋冬 逆襲のアカズキンチャン（2007年、槙原綾乃）

### 吹き替え
- ジャンプ・イン!（メアリー）
- スーパーナチュラルIV（オードリー）
- フードタスティック!ディズニーフード対決（キキ・パーマー）
- マイ・リトル・ブライド（ヘウォン）
- ワンダフルファミリー（フレデリック）

### デジタルドラマ
- ケイクランドストーリー（サブレイ）

### ラジオドラマ
- ユマの物語〜シンフォニーNo.V〜（2004年、平田静子）

### ラジオ
※はインターネット配信。
- 平野友康のオールナイトニッポン（1997年 - 1998年）- アシスタント
- 飯塚雅弓のMEGA-TONスマイル（1998年 - 2000年）- 初代アシスタント
- あっことめぐのまじかるエッグへようこそ
- メタルガン・スリンガー おまかせBilly's Angel（2002年、文化放送）
- .hack//Radio 綾子・真澄のすみすみナイト（文化放送）

### CM
- ラジオCM O-TRAP（ルミナ）
- G-station(ナレーション)

### 特撮
- ボイスラッガー（1999年、ツェドゥアの妖精）

### 映像商品
- メモオフ・ファーストコンサート（2002年3月20日）
- メモオフ・セカンドコンサート コンプリートDVD（2003年3月28日）

### 舞台
- リアルステージHUNTER×HUNTER蜘蛛の記憶(シズク)
- 風まかせけやき十四(玉姫)

## ディスコグラフィ

### キャラクターソング
| 発売日           | 商品名                                                                                 | 歌 | 楽曲                                                     | 備考                                                             |
| 1998年           | 1998年                                                                                 | 1998年 | 1998年                                                   | 1998年                                                           |
| ---------------- | -------------------------------------------------------------------------------------- | --- | -------------------------------------------------------- | ---------------------------------------------------------------- |
| 9月23日          | オリジナル ラジオドラマ エフィカス この想いを君に… vol.1                               | 深見遥（那須めぐみ） | 「ここにいるよ」                                         | ラジオCD『エフィカス この想いを君に…』イメージソング             |
| 10月23日         | オリジナル ラジオドラマ エフィカス この想いを君に… vol.2                               | 深見遥（那須めぐみ） | 「宇宙の英雄だもん」                                     | ラジオCD『エフィカス この想いを君に…』イメージソング             |
| 1999年           |                                                                                        | |                                                          |                                                                  |
| 3月26日          | dancing blade かってに桃天使II 〜Tears of Eden〜 Vocal & Sound FILE                    | 乙姫（那須めぐみ） | 「新しい波」                                             | ゲーム『dancing blade かってに桃天使II 〜Tears of Eden〜』関連曲 |
| 12月18日         | Memories Off                                                                           | みんな | 「MEMORIE I・N・G」                                      | ゲーム『Memories Off』イメージソング                             |
| 2001年           |                                                                                        | |                                                          |                                                                  |
|                  | 「幻想世界英雄烈伝 フェアプレイズ」単行本第1巻購入者応募者全員サービス品「太陽のうた」 | 斉木陽太（並木のり子）、ボボウ（望月久代）、月島数騎（鈴木真仁）、琴井奏（水樹奈々）、皇志乃武（田中理恵）、キサヤ（那須めぐみ） | 「太陽のうた」                                           | 『幻想世界英雄烈伝 フェアプレイズ 』オープニングテーマ           |
| 「地球はまわる」 | 「幻想世界英雄烈伝 フェアプレイズ」単行本第1巻購入者応募者全員サービス品「太陽のうた」 | 斉木陽太（並木のり子）、ボボウ（望月久代）、月島数騎（鈴木真仁）、琴井奏（水樹奈々）、皇志乃武（田中理恵）、キサヤ（那須めぐみ） | 『幻想世界英雄烈伝 フェアプレイズ 』エンディングテーマ   |                                                                  |
| 4月11日          | メモリーズオフ・マキシシングル・コレクションVol.5 雨はいつあがる？                     | 今坂唯笑（那須めぐみ） | 「雨はいつあがる？」                                     | ゲーム『Memories Off』関連曲                                     |
| 2002年           |                                                                                        | |                                                          |                                                                  |
| 5月9日           | みんなでつくるメモオフCD!!                                                             | 今坂唯笑（那須めぐみ） | 「砂に落とした涙」                                       | ゲーム『Memories Off』関連曲                                     |
| 5月9日           | みんなでつくるメモオフCD!!                                                             | メモオフ1stメンバー | 「澄空学園校歌斉唱」                                     | ゲーム『Memories Off』関連曲                                     |
| 5月9日           | みんなでつくるメモオフCD!!                                                             | 1st&2ndメンバー全15人 | 「雨のち想い出」                                         | ゲーム『Memories Offシリーズ』関連曲                             |
| 10月23日         | 機動戦士ガンダム戦記 Lost War Chronicles オリジナルサウンドトラック                    | ガンダムガールズ | 「TRUST YOURSELF」 「永遠のほとり〜LOVING TOGETHER〜」   | ゲーム『機動戦士ガンダム戦記 Lost War Chronicles』関連曲         |
| 11月26日         | もーっ!!!/おやすみメグ                                                                 | メグ（那須めぐみ） | 「もーっ!!!」                                            | テレビアニメ『レジェンズ 甦る竜王伝説』関連曲                    |
| 2005年           |                                                                                        | |                                                          |                                                                  |
| 4月27日          | たしかなもの/あたしが主役!                                                             | 柏木さえ（那須めぐみ） | 「あたしが主役!」                                        | テレビアニメ『ピーチガール』関連曲                               |
| 2006年           |                                                                                        | |                                                          |                                                                  |
| 4月7日           | みんなでつくるメモオフCD!! Season 3                                                    | みんな&みんな | 「紙ヒコーキの旅（メモオフバレンタインコンサートLive）」 | ゲーム『Memories Offシリーズ』関連曲                             |

### その他参加楽曲
| 発売日         | 商品名                                                            | 歌 | 楽曲                        | 備考                                             |
| -------------- | ----------------------------------------------------------------- | --- | --------------------------- | ------------------------------------------------ |
| 1999年10月21日 | B.B.140                                                           | 中川亜紀子、那須めぐみ | 「B.B.140」                 | ラジオ『あっことめぐのまじかるエッグへようこそ』 |
| 1999年10月21日 | B.B.140                                                           | 那須めぐみ | 「WINDS〜風 旅〜」          |                                                  |
| 2002年2月20日  | メモオフ・ファーストコンサートALBUM〜表も裏も完全ノーカット版！〜 | 間島淳司、山本麻里安、那須めぐみ、田村ゆかり、浅野るり、河合久美、利田優子、水樹奈々、菊池志穂、池澤春菜、仲西環、千葉紗子、南里侑香、小尾元政、REMI、KAORI | 「MEMORIE I・N・G（Live）」 | ゲーム『Memories Offシリーズ』関連曲             |
| 2003年9月12日  | V-HEARTS VOL.2 ～美少女PCゲーム歌曲集～                           | 那須めぐみ | 「その花はユメみる」        | ゲーム『マーメイドの季節』オープニングテーマ     |
| 2003年9月12日  | V-HEARTS VOL.2 ～美少女PCゲーム歌曲集～                           | 那須めぐみ | 「太陽と海のカケラ」        | ゲーム『マーメイドの季節』挿入歌                 |

### 未音源化楽曲
| 発表時期 | 楽曲                           | 歌            | 備考                                               |
| -------- | ------------------------------ | ------------- | -------------------------------------------------- |
| 2002年   | 「メタルガン・スリンガー」     | Billy's Angel | ゲーム『メタルガン・スリンガー』オープニングテーマ |
| 2002年   | 「RADIANT 〜ビリーのテーマ〜」 | Billy's Angel | ゲーム『メタルガン・スリンガー』エンディングテーマ |

### シリーズ一覧
1. ↑  『SPIRITS』（2007年）、『3D』（2011年）、『GENESIS』（2016年）

### ユニットメンバー
1. ↑  山本麻里安、那須めぐみ、田村ゆかり、浅野るり、河合久美
2. ↑  浅野真澄、富岡由紀子、永山奈々、那須めぐみ、仁後真耶子、早川由佳子
3. ↑  彩音、河合久美、那須めぐみ、山本麻里安、松来未祐、仲西環、村田あゆみ、菊池志穂、野川さくら、こやまきみこ、桑谷夏子、井ノ上奈々、KAORI、森久保祥太郎、間島淳司、池澤春菜
4. ↑  仲西環、那須めぐみ、相沢あすか